# Opština Subotica
Die Opština Subotica (Kyrillisch: Општина Суботица) ist eine Gemeinde im Okrug Severna Bačka im Norden der Vojvodina, an der ungarischen Grenze. Verwaltungshauptstadt ist Subotica.

## Einwohner
Subotica ist eine multiethnische Gemeinde. Bei der letzten Volkszählung im Jahre 2002 waren von insgesamt 148.401 Einwohnern:
- Magyaren: 57.092 (38,47 %)
- Serben: 35.826 (24,14 %)
- Kroaten: 16.688 (11,24 %)
- Bunjewatzen: 16.254 (10,95 %)
- Jugoslawen: 8.562 (5,76 %)
- Montenegriner: 1.860 (1,25 %)

## Ortschaften
In der Gemeinde gibt es 18 multiethnische Ortschaften:
| - Bajmok - Bački Vinogradi - Bačko Dušanovo - Bikovo - Gornji Tavankut - Donji Tavankut - Hajdukovo - Đurđin - Kelebija | - Ljutovo - Mala Bosna - Mišićevo - Novi Žednik - Palić - Stari Žednik - Višnjevac - Čantavir - Šupljak |

## Politik
Folgende Parteien haben, nach den letzten Gemeinderatswahlen im Jahr 2004, Sitze im Gemeinderat:
- Allianz der Ungarn in der Vojvodina (16 Sitze)
- Demokratische Partei Serbiens (12 Sitze)
- Serbische Radikale Partei (9 Sitze)
- Demokratische Allianz der Kroaten in der Vojvodina (5 Sitze)
- Subotica unsere Stadt (5 Sitze)
- G17 Plus (4 Sitze)
- Gemeinsam für die Vojvodina (4 Sitze)
- Gelegenheit (3 Sitze)
- Koalition – Sonnenaufgang für Subotica (3 Sitze)
- Demokratische Partei der Ungarn in der Vojvodina (3 Sitze)
- Serbische Stärke-Bewegung (3 Sitze)